# Humanidades digitais
Humanidades digitais (HD) é um campo interdisciplinar de pesquisa acerca da interface entre as humanidades e as novas mídias e tecnologias digitais. O campo tem se consolidado intelectual e institucionalmente num período bem recente, apesar de proceder de uma tradição mais antiga da computação nas humanidades (análise de léxico; tecnologias de arquivamento) presente desde a metade do século XX, emerge autonomamente, enquanto 'humanidades digitais', no período entre 2004 e 2008, em consonância com a crescente intersecção entre as transformações da cultura e da produção de conhecimento com as transformações das tecnologias digitais e redes de telecomunicação. A pesquisa nas humanidades digitais é marcada tanto pela utilização da computação e da digitalização para o estudo de textos e artefatos pré-digitais, quanto pela mobilização do repertório das humanidades para o estudo de práticas e artefatos que participam das tecnologias digitais.

## Humanidades Digitais no Brasil
Existem atualmente diversas iniciativas e laboratórios dedicados ao tema das Humanidades Digitais no Brasil.
Um deles é o Laboratório de Humanidades Digitais da Universidade Federal da Bahia (LABHDUFBA).